# La Roue Tourangelle
La Roue Tourangelle (oficjalnie La Roue Tourangelle Région Centre Val de Loire - Trophée Harmonie Mutuelle) – kolarski wyścig jednodniowy, rozgrywany we Francji od 2002. Zaliczany jest do cyklu UCI Europe Tour, w którym posiada kategorię 1.1. Meta wyścigu znajduje się w Tours, w Regionie Centralnym.

## Pierwsze trójki
| Rok  | Pierwsze             | Drugie               | Trzecie              |          |
| ---- | -------------------- | -------------------- | -------------------- | -------- |
| 2002 | Mariusz Wiesiak      | Siergiej Łagutin     | Daniel Okruciński    |          |
| 2003 | Siergiej Łagutin     | Maurizio Biondo      | Yohann Gène          |          |
| 2004 | Błażej Janiaczyk     | Arnaud Gérard        | Sébastien Minard     |          |
| 2005 | Gilles Canouet       | Julien Belgy         | Tim Cassidy          |          |
| 2006 | Siergiej Kolesnikow  | Mikel Gaztañaga      | Michael Reihs        |          |
| 2007 | Jurij Trofimow       | David Tanner         | Дмитро Кривцов       |          |
| 2008 | Witalij Kondrut      | Roman Chuchulin      | Jarosław Marycz      |          |
| 2009 | Arnaud Molmy         | Médéric Clain        | Dmitrij Samochwałow  |          |
| 2010 | Yann Guyot           | Nicolas Baldo        | Dmitrij Samochwałow  |          |
| 2011 | David Veilleux       | Anthony Delaplace    | Sébastien Chavanel   |          |
| 2012 | Wiaczesław Kuzniecow | Rafaâ Chtioui        | Igor Bojew           |          |
| 2013 | Mickaël Delage       | Benjamin Giraud      | Jauhienij Hutarowicz |          |
| 2014 | Angelo Tulik         | Jauhienij Hutarowicz | Adrien Petit         |          |
| 2015 | Lorrenzo Manzin      | Clément Venturini    | Jan Dieteren         |          |
| 2016 | Samuel Dumoulin      | Olivier Pardini      | Julien Duval         |          |
| 2017 | Flavien Dassonville  | Fabien Grellier      | Anthony Delaplace    |          |
| 2018 | Marc Sarreau         | Samuel Dumoulin      | Hugo Hofstetter      |          |
| 2019 | Lionel Taminiaux     | Robin Carpenter      | Marc Sarreau         |          |
| 2020 | odwołany             | odwołany             | odwołany             | odwołany |
| 2021 | Arnaud Démare        | Nacer Bouhanni       | Marc Sarreau         |          |
| 2022 | Nacer Bouhanni       | Bryan Coquard        | Sandy Dujardin       |          |
| 2023 | Rory Townsend        | Gerben Thijssen      | Pierre Barbier       |          |
| 2024 | Jason Tesson         | Gerben Thijssen      | Jenthe Biermans      |          |
| 2025 | Erlend Blikra        | Bryan Coquard        | Gerben Thijssen      |          |